# 貝萊克鎮區 (明尼蘇達州克羅溫縣)
貝萊克鎮區（英語：Bay Lake Township）是位於美國明尼蘇達州克羅溫縣的一個行政鎮區。

## 地方資料
貝萊克鎮區的面積為94.06平方千米，當中陸地面積為70.70平方千米，而水域面積為23.35平方千米。根據2020年美國人口普查的數據，當地共有人口921人，而人口密度為每平方千米9.79人。